# Günther Blumentritt
Günther Blumentritt (München, 1892. február 10. – München, 1967. október 12.) német tábornok, aki a második világháborúban jelentős tervezőmunkát végzett.

## Életpályája
Günther Blumentritt tábornok „szürke eminenciás” alakját az A leghosszabb nap (The Longest Day) című német-francia-angol-amerikai 1962-es háborús filmben Curd Jürgens, az A híd túl messze van (A Bridge Too Far) c. 1977-es angol filmben pedig Hans von Borsody örökítette meg.
Az igen régi, először 1000 körül említett, majd a harmincéves háborúban elszegényedett porosz nemesi családból származó Blumentritt 1911-ben lépett be a hadseregbe. 1942-ben a hadsereg főparancsnokságán főszállásmesterré nevezték ki. 1941 karácsonya előtti napokban Hitler a Moszkva ellen harcoló német csapatok főparancsnokának nevezte ki. 1942 és 1944 között a D hadseregcsoport vezérkari főnöke lett, s harcolt Günther von Kluge és Gerd von Rundstedt alatt is, aki személyes barátjává vált. A Hitler elleni merényletben vád alá került, de Adolf Hitler személyesen rehabilitálta. Később a XII. Waffen-SS hadtestparancsnoka, majd a 25. hadsereg, a háború legvégén az 1. ejtőernyős, majd a XII. Waffen-SS-hadsereg élén állt. A Hitler-bunker védelmi rendszerének kidolgozása fűződik a nevéhez, ugyanúgy, mint a Harmadik Birodalom nyugati védelmi rendszere, a Siegfried-vonal Erich von Manstein-nal és Henning von Tresckowval közösen.
1945. június 1-jén esett hadifogságba, Schleswig-Holsteinben.
Az 1940-es évek végén katonai rangját visszakapta, a 30-as években számos zsidó származású, vagy zsidó vallású nőt feleségül vett német katonatiszt ún. „árjásításában” (azaz megfelelő keresztlevelekkel való ellátásában) való részvételéért. A Hitler elleni merényletben játszott szerepét az 1950-es években újra megvizsgálták, s együttműködése a merényletben bebizonyosodott. Az NSZK Védelmi Minisztériumának vezető szakértőjeként halt meg.

## Kitüntetései
- Vaskereszt
  - II. osztály (1914. szeptember 29.)
  - I. osztály (1916. március 18.)
- Fekete Sebesülési Jelvény (németül: Verwundetenabzeichen in Schwarz; az első világháborúban)
- Arany Német Kereszt (Deutsches Kreuz in Gold; 1942. január 26.)
- Téli Hadjárat Emlékérem (Medaille für die Winterkampagne in Russland 1941/1942; 1942. augusztus 7.)
- Német Vaskereszt Lovagkeresztje (Ritterkreuz des Eisernen Kreuzes; 1944. szeptember 13.)
  - Vaskereszt Lovagkeresztje tölgyfalombokkal (Eichenlaub zum Ritterkreuz des Eisernen Kreuzes; 1945. február 18.)

## Művei
- Günther Blumentritt: Von Rundstedt: The Soldier and the Man, 1952
- Günther Blumentritt: Deutsches Soldatentum im europäischen Rahmen, 1952
- Günther Blumentritt: Strategie und Taktik: ein Beitrag zur Geschichte des Wehrwesens vom Altertum bis zur Gegenwart, 1960
- Günther Blumentritt: A moszkvai csata (In: Seymour Freiden – William Richardson (szerk.): Végzetes döntések. Budapest, 1998